# Laverton (Western Australia)
Laverton ist eine Stadt an den Goldlagerstätten von Western Australia der Großen Victoria-Wüste. Laverton befindet sich am westlichen Ende dieser Wüste. Der Ort liegt 957 Kilometer nordöstlich von Perth, 124 Kilometer nordöstlich von Leonora. In Laverton beginnen die Great Central Road und der Anne Beadell Highway, der nach Coober Pedy in Südaustralien führt.

## Goldvorkommen
Das Gebiet um Laverton ist zu aride für den landwirtschaftlichen Anbau, deshalb gibt es lediglich Schaf- und Rinderzucht. Laverton lebt vom Goldabbau, denn dort befindet sich ein Vorkommen mit den vor allem zwei großen Minen, der Grann-Smith-Gold-Mine des kanadischen Unternehmens Barrick Gold, dem größten Goldbergbau-Unternehmen der Welt, und der Sunrise-Dam-Goldmine des südafrikanischen Unternehmens Anglogold Ashanti. Beide Minen werden im Tagebau betrieben und liegen in der Nähe von Leonora.
Die Gegend wurde von den Europäern John Forrest und Ludwig Leichhardt aus Deutschland gegen Mitte des 18. Jahrhunderts erstmals betreten, als sie Expeditionen westwärts führten. Leichhardts Expedition und er selbst kehrte nicht zurück und Forrest folgte seinen Spuren, dabei fand er das große Golddepot von Leichhardt. Die großen Goldlagerstätten um Laverton wurden im Jahre 1896 entdeckt und zahlreiche Goldsucher kamen in dieses Gebiet, unter denen sich der erfolgreiche Goldsucher Charles W. Laver befand, nach dem der Ort benannt wurde. Der ursprüngliche Ort wurde 1899 an seinen heutigen Ort verlegt.
In den späten 1960er-Jahren sank der Goldpreis und es ging wirtschaftlich in der Region abwärts.
Als die Rohstoffpreise zum Ende des 20. Jahrhunderts anstiegen, wurden alte Bergwerke wie die Windarra Mine und weitere Minen wieder eröffnet und ausgebeutet.

## Bodenschätze
1969 wurde ein riesiges Nickel-Vorkommen entdeckt, das als Windarra-Nickel-Project 20 Jahre lang abgebaut und anschließend geschlossen wurde. Heute wird eine Wiedereröffnung der Mine geplant. Etwa 30 Kilometer von Laverton entfernt befindet sich am Mount Weld eines der größten bislang bekannten Vorkommen Seltener Erden außerhalb von China.